# Université de l'Arkansas à Pine Bluff
L'université de l'Arkansas à Pine Bluff (en anglais : University of Arkansas at Pine Bluff ou UAPB) est une université américaine située à Pine Bluff dans l'Arkansas.

## Anciens étudiants notables
- Jamil Nasser, bassiste de jazz américain
- Danny K. Davis, homme politique américain
- Raye Montague, ingénieure navale

## Enseignants notables
- Zenobia Powell Perry

## Source
- (en) Cet article est partiellement ou en totalité issu de l’article de Wikipédia en anglais intitulé « University of Arkansas at Pine Bluff » (voir la liste des auteurs).